# Laurent Macé
Laurent Macé, né en 1967, est un historien médiéviste français.

## Parcours et thèmes de recherche
Laurent Macé est un ancien élève de Lettres supérieures, certifié et agrégé d'histoire (1991). Il soutient une thèse de doctorat (Les comtes de Toulouse et leur entourage. 1112-1229) sous la direction de Pierre Bonnassie (1998). Il est nommé maître de conférence (Toulouse-Le Mirail, 2000). Il est, depuis 2016, professeur d'histoire médiévale à l'Université Toulouse-Jean Jaurès.
Ses principaux thèmes de recherche portent sur les comtes de Toulouse, les élites médiévales, l'histoire politique et sociale du Midi aux XIIe et XIIIe siècles (grande guerre méridionale, croisade contre les Albigeois, fin du comté raimondin de Toulouse, le pays Toulousain), les représentations relatives aux pouvoirs princiers et aux groupes chevaleresques, l'emblématique, l'épigraphie, la sigillographie et l'héraldique méridionales.

## Responsabilités éditoriales et activités académiques
- Membre du comité d'administration de la Société française d'héraldique et de sigillographie ; membre du comité de lecture et conseiller à la rédaction de la Revue Française d'Héraldique et de Sigillographie (Paris)[2] .
- Membre titulaire de la Société archéologique du Midi de la France (Toulouse)

- Membre du conseil de rédaction de la revue Archéologie du Midi médiéval (Carcassonne)

- Membre du comité de rédaction des Annales du Midi (Toulouse)
- Directeur de la collection Le coureur de fonds (Presses Universitaires du Midi, Toulouse)

- Membre du comité scientifique de SIGILLA (Paris)

- Membre du comité scientifique interdisciplinaire de l’équipe « Ius Illuminatum » (Universidade Nova de Lisboa)
- Membre du PERDOCA, Pôle d'Enseignement, Recherche et Documentation en Occitan et Catalan (Toulouse)

## Distinctions
- Prix Sydney Forado (Toulousains de Toulouse et Amis du musée du Vieux-Toulouse), en 2015, pour le travail inédit sur les sceaux des comtes de Toulouse (HDR)

- Prix des Arts et des Sciences Joseph Poux (Conseil départemental de l’Aude, 2015) pour le travail inédit (HDR) : Auctoritas et memoria. Représentations et pratiques sigillaires au sein de la maison raimondine (XIIe et XIIIe siècles)

- Prix Joseph-Laurent Olive, XXVe salon du livre de Mirepoix (2019), pour l’ouvrage La majesté et la croix. Les sceaux de la maison des comtes de Toulouse (XIIe – XIIIe siècle).
- Prix Peire Goudouli décerné par l'Académie du Languedoc (2023) pour la publication de la Petite histoire des troubadours.
- Grand prix du Patrimoine décerné par l'Académie des Jeux floraux (2024) pour la publication de la Petite histoire des troubadours.
- Prix spécial du meilleur catalogue, Cathares. Toulouse dans la croisade, en collaboration avec Laure Barthet) délivré lors de la 12e édition des Rencontres d'Archéologie de la Narbonnaise (Narbonne, 19 octobre 2024).

## Publications

### Ouvrages
- Les comtes de Toulouse et leur entourage (XIIe – XIIIe siècles). Rivalités, alliances et jeux de pouvoir, Toulouse, Privat, 2000.
- Catalogues raimondins (1112-1229). Actes des comtes de Toulouse, ducs de Narbonne et marquis de Provence, Toulouse, Archives municipales de Toulouse, 2008.
- La majesté et la croix. Les sceaux de la maison des comtes de Toulouse (XIIe – XIIIe siècle), Toulouse, Presses Universitaires du Midi, 2018[3].
- Petite Histoire des Troubadours, Morlaàs, Cairn, 2023.
- Hérétiques ! Les Toulousains dans la croisade (1209-1229), Morlaàs, Cairn, 2024.

### Direction d’ouvrages
- Entre histoire et épopée. Les Guillaume d’Orange (IXe – XIIIe siècles). Hommage à Claudie Amado, Toulouse, CNRS-Université Toulouse-Le Mirail, collection Méridiennes, 2006.
- Bibliografia delle crociate albigesi, Reti Medievali Rivista, VII-2006/1 (gennao-giugno), p. 1-57, (en collaboration avec Martín Alvira Cabrer, Martin Aurell, Mario Meschini, Damian Smith et Kay Wagner)
- Simon de Montfort (c. 1170-1218). Le croisé, son lignage et son temps, Turnhout, Brepols, 2020 (en collaboration avec Martin Aurell et Gregory Lippiatt).
- Jeux de miroir. Le sceau princier au Moyen Âge (XIe – XIVe siècle), Toulouse, Presses Universitaires du Midi, 2021.
- Cathares. Toulouse dans la croisade, catalogue d'exposition (Toulouse, Musée Saint-Raymond et Couvent des Jacobins), Paris, 2024 (en collaboration avec Laure Barthet).

### Principales contributions
- Pouvoir comtal et autonomie consulaire à Toulouse : analyse d'une miniature du XIIIe siècle, Mémoires de la société archéologique du Midi de la France, t. LXII, 2002, p. 51-59.
- Le visage de l'infamie : mutilations et sévices infligés aux prisonniers au cours de la croisade contre les Albigeois (début du XIIIe siècle), dans Les prisonniers de guerre dans l'histoire. Contacts entre peuples et cultures, Toulouse, 2003, p. 95-105.
- Homes senes armas : les paysans face à la guerre (selon les auteurs de la Canso), dans La croisade albigeoise, colloque du Centre d'Études Cathares, Carcassonne (octobre 2002), Carcassonne, 2004, p. 245-257.
- Raymond VII of Toulouse : The Son of Queen Joanna, Young Count and Light of the World, The World of Eleanor of Aquitaine. Literature and Society in Southern France between the Eleventh and Thirteenth Centuries, ed. M. Bull and C. Léglu, Woodbridge, 2005, p. 137-156.
- Icône du saint, figure du héros : la déclinaison du cor sur les sceaux et les monnaies dans la Provence et le Languedoc des XIIe et XIIIe siècles, dans Entre histoire et épopée. Les Guillaume d'Orange (IXe – XIIIe siècles), Toulouse, 2006, p. 135-161.
- Pour la rémission de mes péchés et pour que la victoire me soit accordée, Les comtes de Toulouse et l'ordre de l'Hôpital de Saint-Jean de Jérusalem (XIIe – XIIIe siècles)», dans Les ordres  religieux   militaires   dans   le   Midi   (XIIe – XIVe siècle), Cahiers de Fanjeaux, n° 41, 2006, p. 295-318.
- Le nom de cire. Jalons pour une enquête sur les sceaux vicomtaux du Midi (XIIe – XIIIe siècles), dans Vicomtes et vicomtés dans l’Occident médiéval, Toulouse, 2008, p. 305-317.
  - Par le tranchant, la rave et l’hermine. Pouvoir et patronyme : les sceaux des Trencavel (XIIe – XIIIe siècles), dans Cahiers de civilisation médiévale, n° 202, 2008, p. 105-128.
- Le temps de la Grande Couronne d’Aragon du roi Pierre le Catholique. À propos de deux documents relatifs à l’abbaye de Poblet (février et septembre 1213), en collaboration avec D. J. Smith et M. Alvira Cabrer, Annales du Midi, n° 265, 2009, p. 5-22. Article en ligne
- Un clocher, un donjon et l’agneau pascal. Toulouse au reflet de ses sceaux (XIIIe siècle), dans B. Suau, J.-P. Amalric et J.-M. Olivier (éds.), Toulouse, métropole méridionale : vingt siècles de  vie urbaine, Toulouse, 2009, vol. 1, p. 241-255.
- La trahison soluble dans le pardon ? Les comtes de Toulouse et la félonie (XIIe – XIIIe siècles), dans M. Billoré et M. Soria  (dir.), La trahison au  Moyen  Age. De la monstruosité au crime  politique (Ve – XVe siècle), Rennes, 2009, p. 369-383.
- Le Midi de la France entre 1180 et 1230. L’illusion d’une construction politique ?, dans XXXVII Semana de Estudios Medievales, Estella (19-23 julio 2010), Pamplona, 2011, p. 263-278.
- Les seigneurs ensenhatz : deux sceaux de princes musiciens (XIIe siècle), dans M. Gil et J.-L. Chassel (éds.), Pourquoi les sceaux ? La sigillographie, nouvel enjeu de l’histoire de l’art, Lille, 2011, p. 293-310.
- Le prince et l’expert : les juristes à la cour rhodanienne du comte Raimond V de Toulouse (1149-1194), dans Annales du Midi, n° 276, 2011, p. 513-532. Article en ligne
- Un choix identitaire ? Le revers à l’agneau pascal des sceaux des cités méridionales : Toulouse, Béziers, Narbonne et Carcassonne au XIIIe siècle, dans P. Gilli et E.Salvatori (éds.), Les identités urbaines au Moyen Âge. Regards sur les villes du Midi français, Turnhout, 2014, p. 63-80.
- Avant et après Muret : le Midi de la France au tournant du XIIIe siècle (1195-1222), dans La encrucijada de Muret, Monografías de la Sociedad Española de Estudios Medievales, n° 6, Sevilla, 2015, p. 195-210.
- Du métal et de l’étoffe. La place de la matrice sigillaire et de la bannière dans les gouvernements urbains méridionaux, dans É. Jean-Courret, S. Lavaud, J. Petrowiste et J. Picot (dir.), Le bazar de l’hôtel de ville. Les attributs matériels du gouvernement urbain dans le Midi médiéval, Bordeaux, 2016, p. 55-68.
- Conclusions. Du reflet spéculaire à l’œuvre visuelle : le sceau et l’historien, dans M. Libert et J.-F. Nieus (eds.), Le sceau dans les Pays-Bas méridionaux, Xe – XVIe siècles. Entre contrainte sociale et affirmation de soi, Actes du colloque de Bruxelles et Namur, 27-28 novembre 2014, Bruxelles, 2017, p. 329-333.
- L’aide de Dieu et de saint Vincent. Piété et dévotion aux reliques chez les Montfort, dans Corps saints et reliques dans le Midi, Cahiers de Fanjeaux n° 53, 2018, p. 375-411 (en collaboration avec M. Fournié).
- Jeunesse et légitimité dynastique dans le chant de l’Anonyme. La mortz o la terra, dans Médiévales, n° 74, 2018, p. 83-97. Article en ligne
- Castel Narbones. La fierté monumentale des Raimond de Toulouse, dans M. Bourin et L. Schneider, Châteaux, palais et tours : pouvoirs et cultures dans l’Occitanie médiévale, Patrimoines du Sud, 10, 2019 [mise en ligne 2/9/19], p. 1-17.
- Des eaux du Rhône au vin de Genestet. Beaucaire dans le dispositif politique des Raimondins, dans M. Bourin (dir.), 1216. Le siège de Beaucaire. Pouvoir, société et culture dans le Midi  rhodanien (seconde moitié du  XIIe-première moitié  du XIIIe siècle), 2019, Beaucaire, SHAB, p. 113-139.
- Deux déclinaisons du plain héraldique dans le Languedoc du XIIIe siècle : Aimeri III, vicomte de Narbonne ; Olivier III, seigneur de Termes, dans Mémoires de la Société Archéologique du Midi de la France, LXXIX, 2019, p. 41-56.
- Le sceau de majesté de Simon V de Montfort, comte de Toulouse, princeps et monarcha  (1216-1218), dans M. Aurell, G. Lippiatt et L. Macé (dir.), Simon de Montfort (c. 1170- 1218). Le croisé, son lignage et son temps, Turnhout, 2020, p. 141-160.
- La marque d'un rêve. Le sceau produit par l'unique maître de la milice de la Foi de Jésus-Christ (1221), Revue française d'héraldique et de sigillographie-Études en ligne, 2020-8, juin 2020, p. 1-7.
- Des pals et un château. Le premier grand sceau des comtes de Foix (troisième quart du XIIe siècle), Revue française d’héraldique et de sigillographie - Études en ligne, 2020-12, novembre 2020, p. 1-18.
- Sigillum et vexillum. La manifestation des pouvoirs laïcs en Rouergue (1150-1250) : l’apport des sceaux, de l’héraldique et de la vexillologie, dans La vicomté de Millau au temps de la domination catalano-aragonaise. Rivalités et dissidences (Millau, 4-6 octobre 2013), coll. Heresis, n° 1, 2020, p. 119-138.
- Tranchetoison, Onomastique, héraldique et sigillographie de la maison vicomtale des Trencavel (XIe – XIIIe siècle), Le Moyen Âge, t. CXXVII, n° 2, 2021, p. 355-379.
- Marquer la ville de son empreinte. Raimond VII, comte de Toulouse et seigneur de Marseille (1236-1243), dans L. Macé (dir.), Jeux de miroir. Le sceau princier au Moyen Âge (XIe – XIVe siècle), Toulouse, Presses Universitaires du Midi, 2021, p.  87-113.
- Veille documentaire. Matrices inédites, Revue française d'héraldique et de sigillographie-Études en ligne, 2021-2-décembre 2021, p. 1-26 (en collaboration avec Arnaud Baudin).
- Enseignes déployées et gonfanons au vent, Métaphore héraldique et lyrique occitane (XIIIe – XIVe siècle), dans Armas e Troféus, 23, 2021, p. 175-211.
- Le testament inédit de la reine Jeanne, comtesse de Toulouse (1199). Mémoire et parenté d’une Plantagenêt dans le Midi, Mémoires de la Société archéologique du Midi de la France, LXXX-LXXXI, 2020-2021, p. 83-111.
- Majestas Matris. Le sceau-enseigne du sanctuaire marial, dans Sophie Brouquet et Michelle Fournié (dir.), Ad Sanctos. Reliques, reliquaires et culte des saints dans le Sud-Ouest de la France, Presses Universitaires du Midi, Toulouse, 2022, p. 67-76.
- Un hommage et des petits dragons hirsutes. La matrice de sceau d'un seigneur provençal : Raimond de Mondragon (vers 1185), Revue française d'héraldique et de sigillographie, 92, 2022, p. 53-70.
- Bullam meam plumbeam impono : le scellement de plomb en Provence rhodanienne (XIIe – XIIIe siècles), dans Ch. Maneuvrier, J.-L. Chassel et C. Blanc-Riehl, (dir.) Apposer sa marque : le sceau et son usage autour de l’espace anglo-normand, actes du colloque de Cerisy (4-8 juin 2013), Paris, 2023, p. 193-205.
- "Toucher, regarder, préserver la cire et le plomb. Autour du scellement pratiqué dans l’environnement des comtes de Toulouse (XIIe – XIIIe siècle)", Bulletin du centre d'études médiévales d'Auxerre / BUCEMA, 26.2, 2022, (ISSN 1954-3093, DOI 10.4000/cem.19465, [lire en ligne]).
- Sous le sceau de l’empire. La Flandre, le Vivarais et l’évêque Guillaume du Fauga (1296-1297), dans Revue du Vivarais, CXXVII-1, 2023, p. 5-19.
- De la force de l’écrit à la fleur de Marie : le parcours sigillaire et emblématique de Gui Folqueys, Gui Foucois, pape Clément IV, et le Midi, dans Cahiers de Fanjeaux n° 57, 2023, p. 359-381.
- Veille documentaire. Matrices et bulles inédites, Revue française d’héraldique et de sigillographie – Veille documentaire, 2024-1, mars 2024, 21 p.
- De Normandie et d’ailleurs, lettres et sceaux de clercs de la seconde moitié du XIIe siècle : entre falsitas et veritas, Revue française d’héraldique et de sigillographie, Études en ligne, 2024-6, mai 2024, p. 1-18.
- Afficher le lignage pour affirmer son rang. Le sceau de Cécilia de Foix, comtesse d’Urgell (1264), dans Vinni Lucherini (dir.), De la sigillographie féminine médiévale dans l’Europe méditerranéenne, Rome, 2024, p. 139-153.
- Un château d’or pour horizon. Héraldique, épigraphie et mémoire lignagère à Toulouse : les Castelnau, XIIe-XIIIe siècle », dans Heraldry. A System of Visual Communication in Renewal from the Middle Ages to the Present Day, Eikon Imago, 14, 2025 (13 p.).